# Guteborn
Guteborn é um município da Alemanha, situado no distrito de Oberspreewald-Lausitz, no estado de Brandemburgo. Tem 16,65 km² de área, e sua população em 2019 foi estimada em 520 habitantes.